# Paul Bouque
Paul Bouque SCI (* 6. Juli 1896 in Hauconcourt; † 15. August 1979 in Cannes) war ein französischer Geistlicher und Bischof von Nkongsamba.

## Leben
Er wurde am 26. Juli 1925 zum Priester geweiht. Der Papst ernannte ihn am 28. Oktober 1930 zum Apostolischen Präfekten von Foumban. Am 28. Mai 1934 ernannte ihn Pius XI. zum Titularbischof von Vagada und zum Apostolischen Vikar von Foumban. Der Bischof von Metz, Jean-Baptiste Pelt, spendete ihm am 21. November desselben Jahres die Bischofsweihe; Mitkonsekratoren waren François-Xavier Vogt CSSp, Apostolischer Vikar von Kamerun, und Henri Michel Jean Buckx SCI, Apostolischer Vikar von Finnland.
Pius XII. ernannte ihn am 14. September 1955 zum Bischof von Nkongsamba. Nach seinem Rücktritt am 16. Juni 1964 vom Bischofsamt ernannte ihn Paul VI. zum Titularbischof von Abbir Germaniciana. Er nahm an allen Sitzungen des Zweiten Vatikanischen Konzils teil. Von seinem Amt als Titularbischof trat er am 11. August 1976 zurück.